# 林登 (德克薩斯州)
林登（英語：Linden）是一個位於美國德克薩斯州卡斯縣的城市。根據2010年美國人口普查，該地共人口1988人，而該地的面積約為9.10平方千米。同時該地也是卡斯縣的縣治。

## 地理
林登的座標為33°00′29″N 94°21′52″W / 33.00806°N 94.36444°W，而該地的平均海拔高度為116米（即381英尺）。